# Antonio Álvarez Desanti
Antonio Álvarez Desanti (Hospital, San José, 6 de julio de 1958) es un político, abogado y empresario costarricense, que ha fungido dos veces como presidente del Congreso. Se postuló además como candidato presidencial de Liberación Nacional para las elecciones nacionales de 2018.

## Primeros años, educación y carrera empresarial
Álvarez Desanti nació en el distrito metropolitano de Hospital, en el cantón central de San José, el 6 de julio de 1958, del matrimonio formado por el agricultor Isaías Álvarez Alfaro y Dora Desanti Arce. Inició sus estudios primarios en el Colegio.
Estudió Derecho en la Universidad de Costa Rica. En 1981 obtuvo una licenciatura en Derecho y a inicios de la década de los noventa realizó un máster en Derecho Tributario Internacional en la Universidad de Harvard.
En 1978 fundó una pequeña empresa financiera y en 1980 una empresa dedicada a la siembra del maní y al proceso de empaque y distribución del producto tostado. Esta actividad se expandió luego a otros productos afines, como la semilla de marañón. En 1981 se dedicó también a la producción, venta y distribución de zapatos en el mercado nacional.

## Vida familiar
En 1977 Antonio Álvarez Desanti contrajo matrimonio con Livia Meza Murillo, con quien cuatro años después tuvo a su primera hija, Adriana Álvarez Meza, en mayo de 1980. La unión se disolvió un año después.
En 1983 contrajo matrimonio con Nuria Marín Raventós, con quien tiene una hija,  Andrea Álvarez Marín, nacida en 1986.

## Carrera política
En 1979 Álvarez Desanti fue elegido Representante Estudiantil ante el Consejo Universitario y en 1980 fue elegido Presidente de la Federación de Estudiantes de la Universidad de Costa Rica (FEUCR).
En 1981 es designado por la campaña de Luis Alberto Monge como Tesorero Nacional de la Juventud Liberacionista. En 1985, el entonces Presidente de la República, Luis Alberto Monge lo nombró Presidente de Fertica; una fábrica de fertilizantes de propiedad estatal en la época.
En noviembre es nombrado Presidente Ejecutivo del Consejo Nacional de Producción, cargo en el cual continuó durante la administración de Óscar Arias Sánchez.
El 1 de mayo de 1987, Arias Sánchez, lo nombra Ministro de Agricultura y Ganadería.
En 1988 es nombrado Ministro de Gobernación y Policía, en donde crea el CICAD (Centro de Inteligencia Conjunta Antidrogas). En 1991 asume la subjefatura de campaña de José María Figueres, que en 1994 fue elegido Presidente de la República. Durante el periodo 1994-1998 Álvarez Desanti se desempeñó como diputado, y en 1995 se convierte en Presidente de la Asamblea Legislativa.

### Legislación promovida
Durante su período como diputado elaboró y presentó la "Ley contra el hostigamiento sexual en el trabajo y la enseñanza", siendo ésta, la primera vez que Costa Rica promulga una ley para prevenir el acoso sexual. También promovió leyes contra la violencia doméstica, leyes protegen a las personas con discapacidad, también para proteger a las personas que sufren de SIDA, legislación para regular el tabaquismo. También redactó y promovió una nueva legislación fiscal, destinada a una distribución equitativa de la riqueza y la imposición de castigos a los que evaden impuestos.

### Precandidato del Partido Liberación Nacional
En la Convención Nacional Liberacionista realizada el 3 de junio del 2001, Álvarez Desanti se postuló como precandidato presidencial siendo derrotado por Rolando Araya Monge y José Miguel Corrales, quedando como último de los tres precandidatos. Para las elecciones del 2006 intentó enfrentar la precandidatura de Óscar Arias Sánchez, resultando derrotado en las asambleas distritales.

### Salida del PLN y Fundación de Unión para el Cambio
Álvarez abandonó el PLN y fundó el partido Unión Para el Cambio. Álvarez afirmó que la corrupción imperante y el alejamiento de la cúpula del PLN de sus principios e ideología socialdemócrata fundamentaban su decisión. Unión para el Cambio obtuvo un 2,44% (39557 votos) en las elecciones del 2006 no obtuvo diputados y logró un único regidor a nivel nacional.

### Regreso al PLN

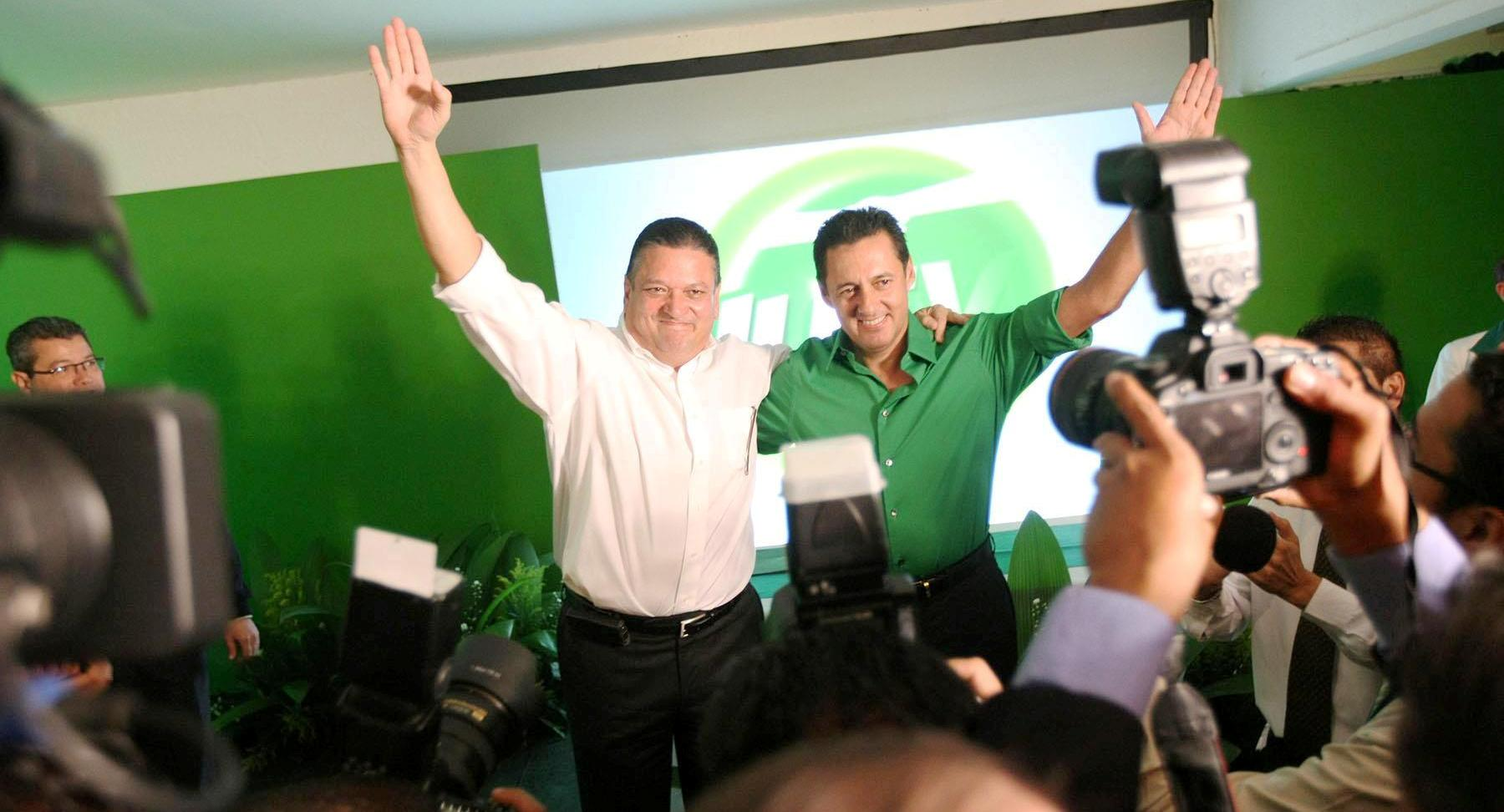
Antonio Álvarez asume Jefatura de campaña presidencial de Johnny Araya Monge en septiembre de 2012.

En 2008 decide disolver su movimiento político y reingresar a las filas del PLN. Esta decisión fue criticada, pero Álvarez aseguró que había una nueva base socialdemócrata y progresista que le permitía regresar, y que aspiraba a ser candidato presidencial de dicha agrupación. Sin embargo, los estatutos liberacionistas prohibían que alguien fuera candidato de no contar con cuatro años ininterrumpidos de militancia partidaria. Álvarez dio entonces su apoyo a la candidatura de Laura Chinchilla, quien fue posteriormente elegida Presidenta de la República.

### Anuncio de su candidatura para 2014
El 8 de octubre de 2010, Álvarez Desanti comunicó a la prensa su decisión de presentar nuevamente su precandidatura dentro del Partido Liberación Nacional, con vistas a las elecciones presidenciales de 2014. En septiembre del 2012 desistió de las mismas y le dio la adhesión a Araya Monge, entonces alcalde de San José, como precandidato presidencial, donde se desempeñó como Jefe de Campaña y candidato a diputado por primer lugar en la lista de San José, resultando electo

### Microprogramas de televisión
En enero del 2011, Álvarez Desanti pone en marcha una serie de programas cortos de televisión, en el que aborda diversos temas como los derechos de los animales, la gestión financiera, el teletrabajo, las redes sociales, entre otros.

### Precandidatura 2018
El 20 de septiembre de 2016, Desanti anunció a través del programa 7 Días de Teletica que estaba considerando seriamente inscribirse como precandidato del Partido Liberación Nacional. El 21 de octubre, el Diario Extra publicó el resultado de una encuesta nacional donde se colocaba a Álvarez Desanti como el probable pcandidato con mayor respaldo. El 2 de noviembre de 2016 a través del periódico de La Nación, Desanti recalcó su interés en convertirse en el precandidato por el Partido Liberación Nacional y afirmó que habrá una polarización entre él y José María Figueres.
Efectivamente Álvarez inscribiría su precandidatura presidencial el 10 de enero de 2017, contando con el apoyo de diversas personalidades públicas y liberacionistas importantes. Tiempo después, el domingo 2 de abril del mismo año, se celebró la convención de su partido, de la que resultaría victorioso pues al día siguiente su contrincante más importante, Figueres Olsen, aceptaría su derrota.

## Controversias
En 1990, siendo ministro de Gobernación, generó polémica su oposición a la celebración de un congreso lésbico en el país, si bien éste afirmó que únicamente se solicitó un cambio de fecha por coincidir con una importante celebración católica. 
Óscar Arias Sánchez, quien fue Presidente de la República de Costa Rica en ese momento, emitió una disculpa pública en sus redes sociales en julio de 2024. Arias reconoció que en su momento había solicitado obstaculizar dicho congreso lésbico-feminista que se iba a realizar en el país. 
Después de servir como ministro de Gobernación, defendió como abogado a la compañía de telefonía celular de Costa Rica, Millicom, acusada de tratos preferenciales durante la etapa de gobierno anterior.
Desanti fue cuestionado por la tenencia de tierras indígenas en Panamá de forma presuntamente irregular y por un viaje realizado junto al entonces candidato presidencial del Partido Liberación Nacional, Johnny Araya, y el presidente de la empresa constructora MECO contractista del gobierno a dicho país durante la campaña de 2014.